# Little Drunken River
De Little Drunken River (Innu: Nipinamushu-shipu) is een 39 km lange rivier op het schiereiland Labrador in de Canadese provincie Newfoundland en Labrador. Het is een zijrivier van de grote rivier de Kenamu.

## Toponymie
De naam Little Drunken River valt vanuit het Engels naar het Nederlands te vertalen als "kleine dronken rivier". De Innutalige naam Nipinamushu-shipu kan op zijn beurt vertaald worden als "rivier met gedeeltes die nooit bevriezen".
De Engelstalige en de Innutalige benaming hebben allebei een officiële status.

## Verloop
De rivier vindt zijn oorsprong in een naamloos meertje in de taiga van Zuid-Labrador. Het bronmeer ligt zo'n 465 m boven zeeniveau in de westelijke uitlopers van de Mealy Mountains.
De Little Drunken River verlaat het meer langs de westelijke zijde en stroomt zo'n 15 km in grotendeels zuidwestelijke richting. De rivier gaat daarna 7 km zuidzuidwestwaarts, waarna hij naar het noordoosten toe draait en die richting nog eens 7 km aanhoudt. De rivier loopt daarna nog 8 km pal naar het westen toe, om daarna de laatste 2 km in noordelijke richting af te leggen.
Uiteindelijk mondt de Little Drunken River uit in de grote rivier de Kenamu. Met een lengte van 39 km is het de langste zijrivier van de bovenloop van de Kenamu.
Langs grote delen van de oevers van de rivier zijn morenes zichtbaar in het landschap.

## Zalmen
Zowel het bodemtype als de diepte van grote delen van de Little Drunken River zorgen ervoor dat deze een ideaal paaigebied is voor de Atlantische zalm. Een kleine waterval vlak voor de monding is geen onoverkomelijk obstakel voor deze vissen.